# Lupburg
Lupburg es un municipio situado en el distrito de Neumarkt en el Alto Palatinado, en el Estado federado de Baviera (Alemania). Tiene una población estimada, a fines de 2020, de 2481 habitantes.
Se encuentra ubicado en el centro del Estado, en la región de Alto Palatinado, a poca distancia al norte de la orilla del río Danubio.